# William Forster (homme politique australien)
Pour les articles homonymes, voir William Forster et Forster.
William Forster (16 octobre 1818-30 octobre 1882) était un poète et un homme politique australien, qui fut le 4e premier ministre de Nouvelle-Galles du Sud du 27 octobre 1859 au 9 mars 1860. 

## Jeunesse
Forster est né à Madras, en Inde. Il était le fils de Thomas Forster, chirurgien, et de son épouse Blaxland Eliza, fille de Gregory Blaxland. Ses parents se sont mariés à Sydney et ont voyagé en Inde en 1817, au pays de Galles en 1822, en Irlande en 1825 avant de s'installer en 1829 à Brush Farm, à Eastwood, une propriété construite par Blaxland en 1820, et le berceau de l'industrie du vin australien. 
Forster est devenu squatter près de Port Macquarie et la Clarence River, en Nouvelle-Angleterre, sur la rivière Burnett et dans la région de Grand Bay (près de Hervey Bay). En 1867, il contrôlait encore plus de 30 000 hectares dans le Queensland. En 1846, il épousa Eliza Wall et il s'installa avec elle à Brush farm en 1854. Ils eurent deux fils et six filles avant qu'Eliza ne meure en 1862. Il fut nommé magistrat en 1842, mais fut licencié en 1849, quand un autochtone fut abattu par un de ses parents Blaxland. 
Forster était «sans doute le plus érudit et lettré des squatters» et, à partir de 1844, il a contribué de manière significative à The Atlas de Robert Lowe, en écrivant notamment The Devil and the Governor ("Le Diable et le gouverneur"), un poème attaquant le gouverneur George Gipps, considéré comme l'un des meilleurs poèmes satiriques australiens du XIXe siècle. Il a également écrit dans The Empire revue de Henry Parkes et dans d'autres revues.

## Carrière parlementaire
Quand la Nouvelle-Galles du Sud obtint d'avoir un gouvernement responsable devant le Parlement, Forster fut élu à la première Assemblée législative en 1856 comme député de la circonscription de Murray et Saint-Vincent. De 1859 à 1860, il fut député de Queanbeyan et, bien que de tendance conservatrice, il s'est opposé à la création de la chambre haute et a préconisé la construction à grande échelle de lignes de chemin de fer. Il ne croyait pas au gouvernement des partis et s'efforça de garder une position indépendante, mais, lorsque le gouvernement de Charles Cowper fut battu en 1859, il devint premier ministre pendant un peu plus de quatre mois. 
Forster gagna le siège de Sydney-Est en mai 1861 et en octobre 1863 on l'invita à nouveau à former un gouvernement. Il ne fut pas en mesure de le faire mais il devint secrétaire colonial de (Sir) James Martin jusqu'en février 1865. De 1864 à 1869, Forster fut élu député de Hastings. Bien qu'il ait été un adversaire acharné de John Robertson, celui-ci lui accorda une place dans son premier gouvernement en tant que ministre pour les terres en octobre 1868 mais il conserva son portefeuille seulement trois mois jusqu'à ce que Charles Cowper devienne premier ministre en janvier 1870. Il fut député de Queanbeyan de 1869 à 1872, Illawarra de 1872 à 1874 et Murrumbidgee de 1875 à 1876.
En février 1875, Forster devint ministre des finances du troisième gouvernement Robertson et, un an plus tard, il fut nommé représentant de la Nouvelle-Galles du Sud à Londres. Après la formation du troisième gouvernement Parkes en décembre 1878, Forster fut rappelé en raison de son différend avec Thomas Woolner lors de la commission pour la réalisation d'une statue de James Cook à Hyde Park, à Sydney. Il retourna en Nouvelle-Galles du Sud, fut élu député de Gundagai et on lui proposa; mais il le refusa, le poste de chef de l'opposition. 
Il est décédé à Edgecliff. 
La ville de Forster, en Nouvelle-Galles du Sud, lui doit son nom.